# Verdirrojo Basketball Club
Verdirrojo Basketball Club es un club de baloncesto de la Villa del Cerro, Montevideo, Uruguay. Fue fundado el 6 de diciembre de 1948. Actualmente participa en el Torneo Metropolitano.
Es una institución con mucha actividad, ya que es la única dedicada al baloncesto en el barrio. Sus colores son el verde y el rojo, de ahí su nombre.
Es uno de los clubes que disputó más veces el Torneo Metropolitano, desde 2004 hasta 2017.
Actualmente se encuentra disputando el Torneo Metropolitano (2026). Dirigido por Ignacio Ortega, acompañado del cuerpo de entrenadores formado por Franco Martínez y Mauro Nava.

## Historia
En el Metro 2017, Verdirrojo hace una extraordinaria campaña, posicionándose en el cuarto puesto y obteniendo un cupo a jugar los play-offs por el segundo ascenso a la Liga Uruguaya de Básquetbol. Su rival es Cordón, con el cual comenzará 0-1 abajo porque Cordón había finalizado en una mejor posición (tercero). Verdirrojo le hace una muy pareja serie, ganando el primer y tercer partido pero cayendo en el cuarto. Sin embargo, para sorpresa del equipo cerrense, un jugador del equipo albiceleste disputó dos de los cuatro partidos con la ficha médica vencida (uno de esos dos partidos lo había ganado Cordón). Así que Verdirrojo hizo el reclamo y ganó los puntos correctamente en el escritorio, así concretándose su ascenso.

## Jugadores
| Plantel 2017         | Plantel 2017 | Plantel 2017        | Plantel 2017 |
| -------------------- | ------------ | ------------------- | ------------ |
| Nombre de Jugador    | Posición     | Fecha de Nacimiento | Altura       |
| Matias Flores        | Base         | 1998-01-06          |              |
| Raúl Morales         |              | 2000-03-27          |              |
| Franco Martínez      | Escolta      | 1997-10-19          |              |
| Santiago Massa       | Alero        | 1997-01-08          | 190          |
| Giano Belasse        | Ala pívot    | 1994-03-27          |              |
| J. Martín Mayora     | Base         | 1995-04-01          |              |
| Mateo Mugica         |              | 1998-04-04          |              |
| Crhistian Vargas     | Alero        | 1997-10-25          |              |
| Pablo Macanskas      | Ala pívot    | 1990-04-13          | 201          |
| Leandro Bentancur    | Ala pívot    | 1995-05-11          |              |
| Mauricio Parreño     | Escolta      | 1995-05-04          | 178          |
| Lucas Rodríguez      |              | 1996-10-15          |              |
| Sebastiáan Borteiro  | Base         | 1993-10-26          | 172          |
| Gerel Simmons        | Base         | 1993-06-11          | 188          |
| Federico Cholaquides | Escolta      | 1993-08-22          | 183          |
| Manuel Monteverde    | Ala pívot    | 1995-05-23          |              |
| Cuerpo técnico       |              |                     |              |
| Mathias Nieto        | Entrenador   | Entrenador          | Entrenador   |
| Ignacio Ortega       | Asistente    | Asistente           | Asistente    |